# Laurent Monsengwo Pasinya
Laurent Monsengwo Pasinya, né le 7 octobre 1939 à Mongobelé (village situé dans la province de Bandundu au Congo belge, aujourd'hui République démocratique du Congo) et mort le 11 juillet 2021 au Port-Marly, est un prêtre catholique congolais, docteur en Écritures Saintes et professeur de théologie. Archevêque de Kisangani en 1988, il est nommé à Kinshasa en 2007 et fait cardinal en 2010. Il se retire de sa charge épiscopale en 2018.

## Biographie

### Jeunesse et formation
Après ses études primaires à Nioki et secondaires au petit séminaire de Bokoro (en), Laurent Monsengwo intègre le grand séminaire de Kabwe où il suit le cycle de philosophie avant de partir pour Rome suivre à l'Université pontificale urbanienne le cycle de théologie. Il est ordonné prêtre le 21 décembre 1963 pour le diocèse d'Inongo par le cardinal Agagianian, préfet de la Congrégation pour la propagation de la foi. Il détient la note la plus élevée aux épreuves de dissertation écrite,  un record jusqu'à ce jour qui fait de lui le meilleur élève de la République démocratique du Congo. Laurent cardinal Monsengwo  est polyglotte avec 14 langues dont l'araméen, langue de Jésus-christ.

### Prêtre
Il poursuit ses études à Rome et en 1970, il est le premier Africain à obtenir un doctorat en Écriture sainte à l'Institut biblique pontifical de Rome, avec une thèse préparée sous la direction d'Ignace de La Potterie, ayant pour sujet La notion du ‘Nomos’ dans le Pentateuque grec.
De retour au Congo — entre-temps devenu Zaïre — il occupe différents postes de professeur de théologie aux Facultés catholiques de Kinshasa (aujourd'hui Université catholique du Congo) et dans plusieurs séminaires, notamment Jean XXIII à Kinshasa.
De 1976 à 1980, il est secrétaire général de la Conférence épiscopale du Zaïre.

### Évêque
Le 13 février 1980 il est nommé évêque auxiliaire d'Inongo. Il reçoit la consécration épiscopale le 4 mai suivant, des mains mêmes du pape Jean-Paul II. Dès le 7 avril 1981, il est transféré à Kisangani, toujours comme évêque auxiliaire.
En 1984, il est élu président de la Conférence épiscopale du Zaïre (CEZ), poste qu'il conserve jusqu'en 1992. En 1987, il est également élu membre du Conseil du secrétariat général du synode des évêques, poste auquel il est réélu en 1990 et en 2001.
Le 1er septembre 1988, il est promu archevêque de Kisangani. À ce poste, il s'impose comme l'un des acteurs politiques majeurs de la période de retour à la démocratie qui a suivi le régime du dictateur Mobutu. Ainsi en 1991, il devient président du Bureau de la Conférence nationale souveraine puis, de 1992 à 1996, du Haut conseil de la république, érigé en parlement de transition en 1994.
En 1997, après en avoir été premier vice-président pendant trois ans, il est élu président du Symposium des conférences épiscopales d'Afrique et de Madagascar (SCEAM), poste qu'il conserve jusqu'en 2003.
En 2002, il devient vice-président de Pax Christi international et, en 2004, il est élu président de la Conférence épiscopale nationale du Congo. À la suite de cette désignation, face aux rumeurs l'annonçant candidat à l'élection présidentielle, il déclare lors d'un point presse, « Je n'envie pas le pouvoir politique… si je le voulais, je l'aurais pris en 1997, avec la chute de Mobutu, mais je ne l'ai pas fait, car mon pouvoir ecclésiastique est mille fois supérieur au pouvoir politique ».
Le 6 décembre 2007, Benoît XVI le transfère au siège métropolitain de Kinshasa. Le pape François accepte sa démission de cet office le 1er novembre 2018. Il est alors âgé de 79 ans.

### Cardinal
Il est créé cardinal par Benoît XVI au consistoire du 20 novembre 2010. Il reçoit alors le titre de cardinal-prêtre de Santa Maria "Regina Pacis" in Ostia mare.
Il participe au conclave de 2013 qui élit le pape François. Le 13 avril 2013, le nouveau pape constitue un groupe de huit prélats issus de tous les continents, chargés de l'épauler dans la réforme de la Curie romaine et la révision de la constitution apostolique Pastor Bonus. Pour l'Afrique, c'est le cardinal Monsengwo qui est choisi.
Le 9 septembre 2014, il est nommé par François Père synodal pour la troisième assemblée générale extraordinaire du synode des évêques sur la famille se déroulant du 5 au 19 octobre en qualité de membre du conseil ordinaire du synode des évêques.
Hostile au régime autoritaire de Joseph Kabila, le cardinal se joint aux efforts pour convaincre le président de quitter le pouvoir en 2018.
Au cours de la 27e réunion il est annoncé qu'il n'est pas renouvelé dans ses fonctions de membre pour raison d'âge,.
Laurent Monsengwo Pasinya meurt au Port-Marly le 11 juillet 2021 à 81 ans, six jours après avoir été évacué dans un « état critique ». Il est inhumé le 21 juillet en la cathédrale Notre-Dame-du-Congo à Kinshasa.

## Distinctions
- Docteur honoris causa de l'Institut catholique de Paris (22 avril 2013)[7].

## Écrits
- La Notion de 'nomos' dans le Pentateuque grec (en collaboration avec Ignace de La Potterie), Roma Biblical Institute Press, 1973
- L'Église catholique au Zaïre : ses tâches, ses défis, ses options, Éditions Saint Paul Afrique, Limete, Kinshasa, 1991, 32 p.  (ISBN 9782741400196)
- Déclaration de Mgr L. Monsengwo Pasinya, Président du HCR-PT sur la situation politique, 1995.
- Mgr Jan Van Cauwelaert, pasteur et visionnaire (en collaboration avec Basile Mpoto), Belgique, 1997.
- Écrits rassemblés dans trois tomes thématiques : Roger Gaise & Isidore Ndaywel (éd.), 25 ans d'épiscopat au service de la Vérité, la Justice et la Paix (1980-2005), Paris : Éditions Karthala et Limete-Kinshasa : Éditions Médiaspaul, 2008 (OCLC 456457342) :
  - tome 1 : Mgr Laurent Monsengwo, Pasteur infatigable, 604 p.
  - tome 2 : Mgr Laurent Monsengwo, Artisan de Justice et de Paix, 408 p.
  - tome 3 : Mgr Laurent Monsengwo, Passionné de Science, 628 p.

### Filmographie
- Congo River, au-delà des ténèbres, long métrage documentaire de Thierry Michel, Belgique, 2006, 116 minutes (une séquence consacrée à Laurent Mosengwo).